# 埃斯泰尔戈姆围城战 (1241年)
埃斯泰尔戈姆围城战发生于公元1241年冬季。拔都率领的蒙古人在蒂萨河之战中取得艰难但是决定性的胜利之后，劫掠了匈牙利王国的土地，尤其侧重于小村庄和城镇等容易攻击的目标。埃斯泰尔戈姆是一个例外，这里是匈牙利王国的首都，也是最大最富有的城市，直到被蒙古軍摧毀。这是拔都掠夺和摧毁的最大的城市，后来将所有蒙古部队从中欧撤回到俄罗斯。关于围城及其后果的大部分信息，来自斯普利特的意大利总主教的编年史。